# 張自烈
張自烈（1597年—1673年），字爾公，號芑山，江西宜春人。

## 生平
生於明萬曆二十五年（1597年）。崇禎時，為南京國子監生。與艾南英同鄉，各立門戶，相為撰文攻訐，直至明亡。晚年由廖文英迎接隱至庐山定居。卒於清康熙十二年（1673年），葬於庐山白鹿洞之側。著有《正字通》十二卷、《四書大全辯》、《芑山文集》等。《芑山文集》在清初曾三次輯刻皆遭禁毀，民國後刊入《豫章叢書》。與王一翥、朱公奭等人並稱“匡山三隱”。